# Stazione di Ponte nelle Alpi-Polpet
Stazione di Ponte nelle Alpi-Polpet vasútállomás Olaszországban, Veneto régióban, Ponte nelle Alpi település Polpet frazionéjában.

## Vasútvonalak
Az állomást az alábbi vasútvonalak érintik:
- Belluno–Calalzo-vasútvonal
- Ponte nelle Alpi-Conegliano-vasútvonal

## Kapcsolódó állomások
A vasútállomáshoz az alábbi állomások vannak a legközelebb: 
- Stazione di Belluno (nincs, Belluno–Calalzo-vasútvonal)
- Stazione di Faè-Fortogna (Stazione di Calalzo-Pieve di Cadore-Cortina, Belluno–Calalzo-vasútvonal)
- Cadola-Soccher railway station (Stazione di Conegliano, Ponte nelle Alpi-Conegliano-vasútvonal)